# L'Eixida de Montenartró
L'Eixida de Montenartró és una muntanya de 2.185,3 metres d'altitud del terme municipal de Soriguera, a la comarca del Pallars Sobirà. Pertanyia al terme primigeni de Soriguera.
És a l'extrem nord-est del terme, molt a prop del termenal amb Montferrer i Castellbò, de la comarca de l'Alt Urgell: la línia divisòria de termes municipals discorre pel vessant sud-oriental de l'Eixida de Montenartró. És al nord de la Roca Senyada.
És dins del Parc Natural de l'Alt Pirineu.